# Línea del Puerto de Ponta Delgada
La Línea del Puerto de Ponta Delgada fue un ferrocarril de ancho extra-largo (2140 mm) que unía el Puerto de Ponta Delgada a Pranchinha, un lugar requerido en la zona este de la ciudad de Ponta Delgada (Isla de San Miguel, Azores), en una extensión de aproximadamente 10 km.

## Historia
La línea fue construida al mismo tiempo que el muelle del puerto, en 1861. En ese mismo año, para auxilio a la construcción del espigón del puerto, fue importado diverso equipamiento de Holyhead, Gales, en otra época utilizado en la construcción del espigón del puerto local. No servía de transporte público, siendo usada para la construcción y mantenimiento del muelle. Para tal, había tres locomotoras a vapor y 39 vagones para traer piedra de una cantera próxima al puerto. La locomotora a vapor N.º 1, construida en 1861 por la casa Neilson & Co. (N.º 697), fue la última de las tres que habían comprado de segunda mano para las Azores y había sido usada anteriormente para el mismo fin en Holyhead, en Gales. La N.º 2 fue construida por la Black & Hawthorn (N.º 766) entre 1880 y 1885, y la N.º 3 por la Falcon (N.º 165) en 1888.
A línea solo funcionaba si era necesario, para el mantenimiento del muelle. La última vez que hubo registros de actividad fue en 1973.

## Actualidad
Por lo menos dos de las locomotoras, que estuvieron durante muchos años expuestas en los jardines del Museo Carlos Machado en Ponta Delgada, están almacenadas actualmente en las oficinas de la Junta Autónoma de los Puertos de Ponta Delgada.
Un estudio reciente apuntaba un valor de cerca de 200 000,00 € para efectuar la recuperación de aquel material de elevado valor histórico, pero el gobierno de las Azores no ha tomado todavía ninguna decisión.
En las inmediaciones del Puerto de Ponta Delgada se encuentra colocado un vagón Plinthed (un vagón para mezcla de cemento) recuperado y en muy bueno estado de conservación.